# Elite Model Management
Elite Model Management ist eine Modelagentur und wurde 1972 in Paris von John Casablancas und Alain Kittler gegründet. Elite begleitete die Karrieren von einigen hundert Mannequins und Fotomodellen auf fünf Kontinenten. Elite Model Look ist einer der bekanntesten Model-Wettbewerbe.

## Geschichte
Die ehemals in Frankfurt börsennotierte Muttergesellschaft Elite World S.A. hat ihren Sitz in Luxemburg (die Aktie ist 2014 in Frankfurt von der Börse genommen worden). Der Vorstand der börsennotierten Holding-Gesellschaft Elite World S.A. besteht derzeit aus Bernard Hennet, Andrew Gleeson und Thomas Röggla. Größter Einzelaktionär ist Thomas Röggla mit 28,1 %. Der Vorstand insgesamt hält über 50 % der Aktien der Elite World S.A.
Die Geschäftstätigkeit der Elite Group ist in die drei Hauptgeschäftsbereiche Elite Modelagenturen, Elite Lizenzgeschäft und Elite Modellwettbewerb unterteilt. Elite betreibt unter der Bezeichnung Elite Model Management eines der größten und bekanntesten Netzwerke von Modelagenturen weltweit. Die Modelagenturen stehen teilweise im Eigentum der Holdinggesellschaft, teilweise werden sie von Franchiseunternehmen geführt.
Im Geschäftsbereich Elite Licensing erteilt Elite Lizenzen für die Verwendung der von Elite gehaltenen Wort/Bild-Marken für das Design, die Herstellung und den Verkauf bestimmter Produkte und Produktlinien.
Der Elite Modelwettbewerb Elite Model Look Contest gilt mittlerweile als weltweit größter Modelnachwuchswettbewerb mit jährlich über 350.000 Kandidatinnen aus 60 Ländern.
Die französische Justiz ermittelt gegen Gérald Marie, den früheren langjährigen Europa-Chef der Model-Agentur. Drei ehemalige Models, Carré Otis, Ebba Karlsson und Jill Dodd, sowie die frühere BBC-Journalistin Lisa Brinkworth werfen ihm Vergewaltigung in den Jahren 1980 bis 1998 vor. Eines der Opfer soll dabei erst 17 Jahre alt gewesen sein.

## Internationale Standorte
Es gibt Elite-Model-Managements-Agenturen an den folgenden Standorten:
| - Amsterdam - Athen - Bangalore - Bangkok - Barcelona - Dubai - Freiburg im Üechtland - Hamburg - Hanoi - Ho-Chi-Minh-Stadt - Hongkong - Istanbul - Jakarta | - Kopenhagen - Kuala Lumpur - Lissabon - Luxemburg - Mailand - Marseille - Mexiko-Stadt - Monterrey - Mumbai - München - Neu-Delhi - Porto Alegre - Prag/Bratislava | - Rio de Janeiro - Santiago de Chile - São Paulo - Seoul - Shanghai - Singapur - Stockholm - Tel Aviv - Tokio - Toronto - Warschau - Zürich |